# Katharinenkirche (Barnten)

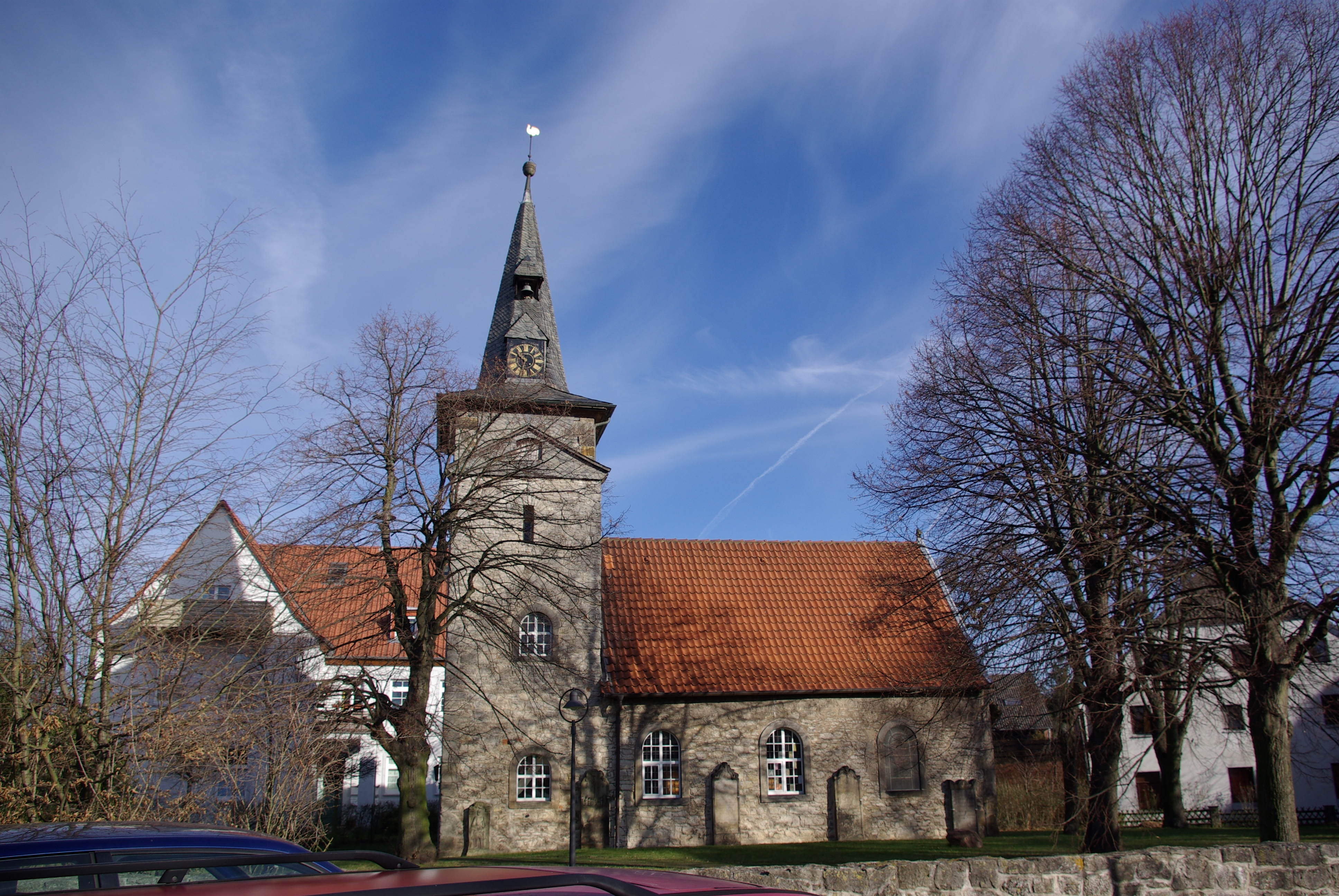
Katharinenkirche

Die evangelisch-lutherische Katharinenkirche steht in Barnten, einem Dorf in der Gemeinde Nordstemmen im Landkreis Hildesheim von Niedersachsen. Die Kirche steht unter Denkmalschutz. Die Katharinen-Kirchengemeinde wurde mit der Kirchengemeinde in Rössing pfarramtlich verbunden. Sie gehören zum Kirchenkreis Hildesheim-Sarstedt im Sprengel Hildesheim-Göttingen der Evangelisch-lutherischen Landeskirche Hannovers. Seit 1999 trägt die Kirche den Namen von Luthers Ehefrau Katharina von Bora.

## Beschreibung
Am Standort der heutigen Kirche wurde 1354 erstmals eine dem heiligen Severin gewidmete Eigenkirche erwähnt. Auf Grund der wachsenden Bedeutung des Orts wurde die Kapelle 1794 zur Saalkirche aus Bruchsteinen erweitert, wie am Portal im Westen vermerkt ist. Dem mit einem Satteldach bedeckten Kirchenschiff ist im Westen ein in Breite des Kirchenschiffs querrechteckiger Kirchturm vorgelagert, der im Kern aus der ersten Hälfte des 14. Jahrhunderts stammt. Seine Obergeschosse stammen aus der Zeit des Barock. 1823 wurde er noch einmal erhöht und mit einem ins Achteck übergeführten schiefergedeckten spitzen Helm bedeckt. In seinem Glockenstuhl hängen zwei Kirchenglocken, die 1960 von Friedrich Wilhelm Schilling gegossen wurden. Außen am Turmhelm befindet sich eine Schlagglocke aus dem 17. Jahrhundert. 
Der Innenraum ist mit einem Muldengewölbe überspannt. Emporen wurden an der West-, Nord- und Südseite in der zweiten Hälfte des 19. Jahrhunderts eingebaut und in das Vestibül im Turm verlängert. Im Laufe des 18. Jahrhunderts erhielt die Kirche eine barocke Kirchenausstattung. Hinter dem holzverkleideten gemauerten Stipes wurde der Kanzelaltar von 1772 in die Ostempore einbezogen. Der Kanzelkorb befindet sich zwischen Pilastern, die mit Palmetten verziert sind. 
1796 wurde eine um 1770 durch Johann Conrad Müller erbaute Orgel angekauft. 1867 wurde sie hinter dem alten Prospekt durch eine Orgel mit fünf Registern verteilt auf ein Manual und einem angehängten Pedal, von Philipp Furtwängler & Söhne ersetzt. Sie wurde 1958/59 umdisponiert, die ursprüngliche Disposition wurde 2015 durch die Gebrüder Hillebrand wiederhergestellt.